# Działania zbrojne podziemia antykomunistycznego w Polsce

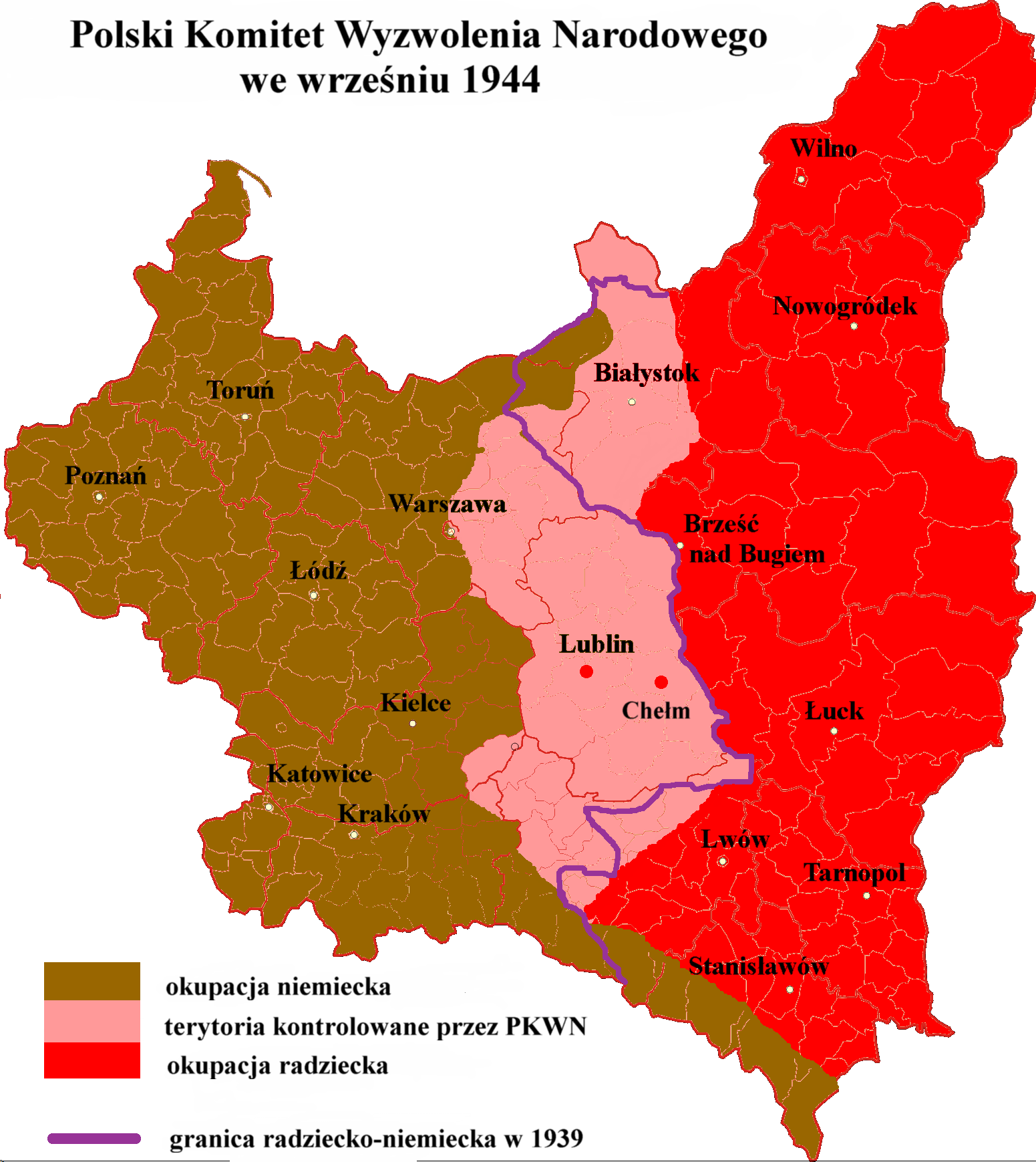
Terytoria kontrolowane przez Polski Komitet Wyzwolenia Narodowego we wrześniu 1944 roku

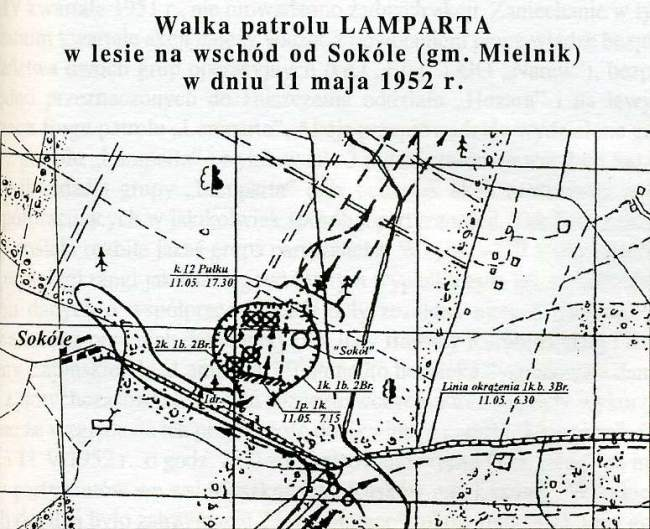
Plan obławy na oddział Adama Ratyńca „Lamparta”, Sztab operacji „Narew”, 15 maja 1952 roku, Wysokie Mazowieckie, Załącznik Nr 1. CAW, sygn. 1580/75/1471.K.225

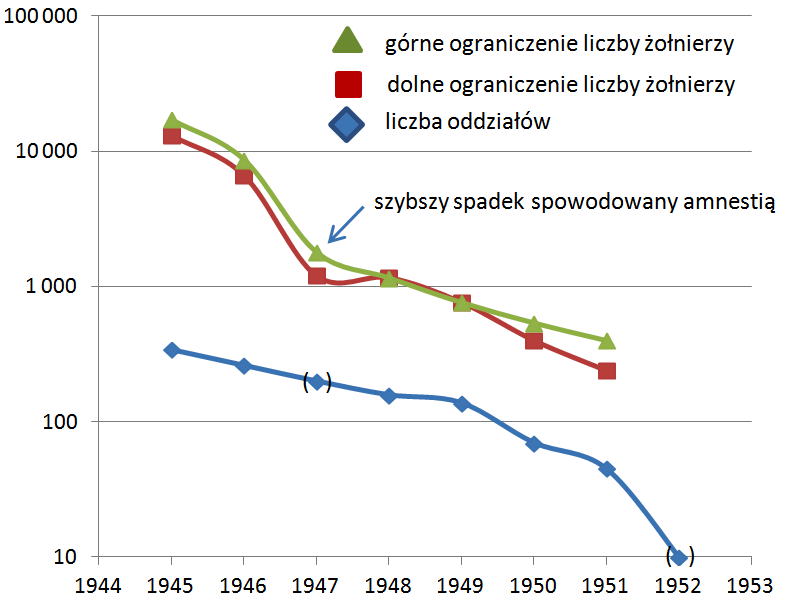
Szacunki liczby walczących partyzantów i oddziałów partyzanckich w czasie działania podziemia antykomunistycznego w Polsce w latach 1944–1953. Dane zaczerpnięto z Atlasu polskiego podziemia niepodległościowego 1944–1956. Dane dotyczące lat 1948 i 1949 pochodzą z danych MBP. Punkty w nawiasach są interpolacją lub ekstrapolacją

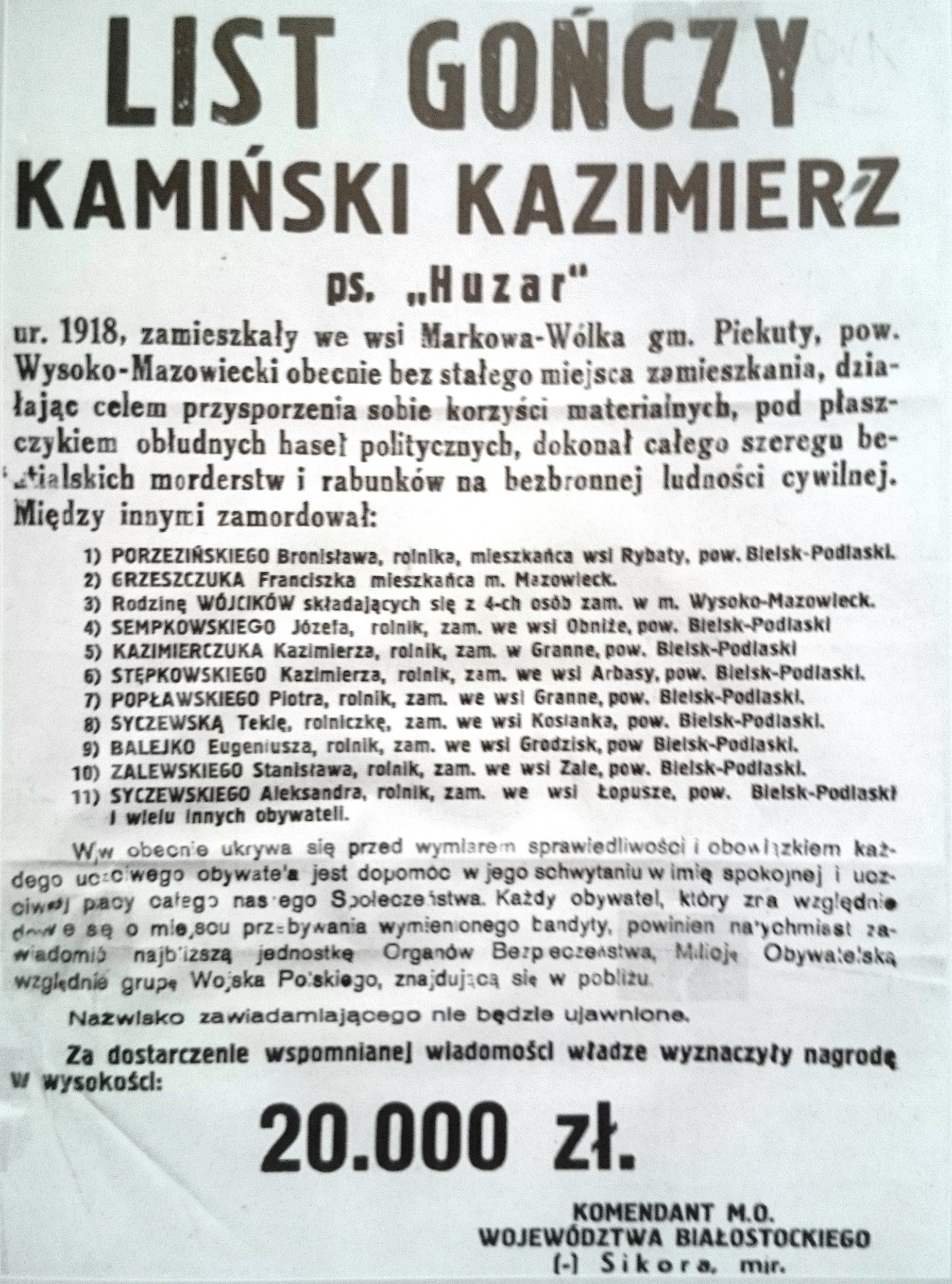
List gończy za Kazimierzem Kamieńskim (błędnie wydrukowane nazwisko) wystawiony przez wojewódzkiego komendanta MO w Białymstoku około 1950 roku

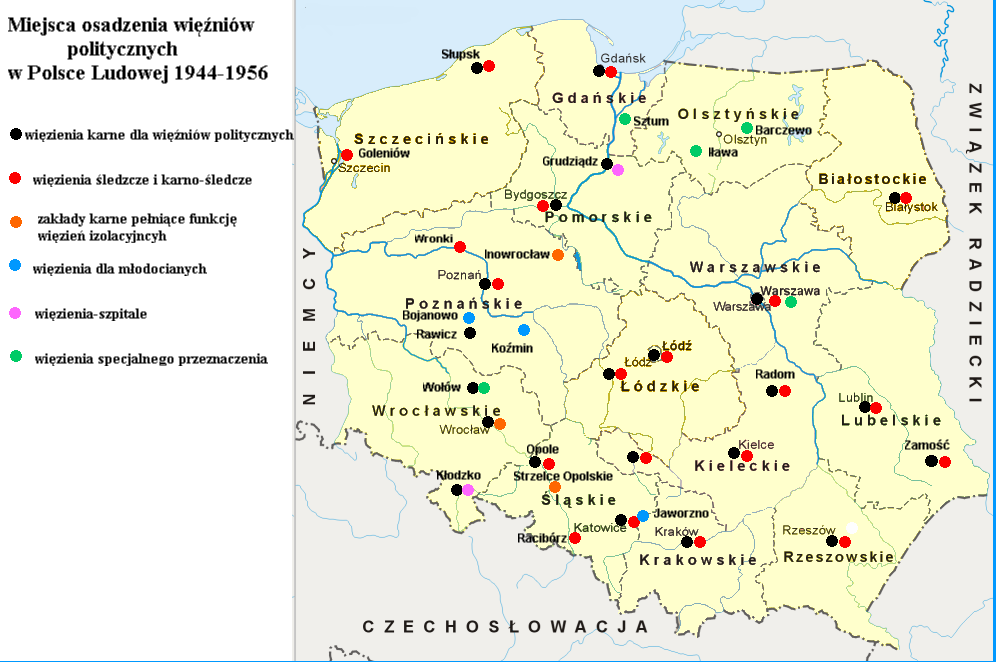
Miejsca osadzenia więźniów politycznych w Polsce Ludowej 1944-1956

Działania zbrojne podziemia antykomunistycznego w Polsce – zbrojne wystąpienia oddziałów polskiej partyzantki przeciw Armii Czerwonej, formacjom NKWD i władzy komunistycznej, narzuconej Polsce pod koniec II wojny światowej przez ZSRR i podporządkowane mu struktury.
Po przekroczeniu granic II Rzeczypospolitej przez Armię Czerwoną w styczniu 1944 roku, w odpowiedzi na aresztowania przez NKWD i Smiersz żołnierzy i urzędników Polskiego Państwa Podziemnego, ujawniających się w czasie Akcji „Burza”, miały miejsce zbrojne wystąpienia części polskiej ludności i oddziałów Armii Krajowej, skierowane przeciw sowieckim siłom okupacyjnym (Armii Czerwonej i formacjom NKWD), zaś od lipca 1944 również przeciw komunistycznej władzy, narzucanej przez ZSRR w postaci PKWN i organizowanej przez niego administracji na zachód od linii Curzona. Na terenach na wschód od linii Curzona, wcielonych do ZSRR w konsekwencji ustaleń konferencji w Teheranie wystąpienia te zostały dosyć szybko stłumione, jednak ostatecznie opór ten został zdławiony dopiero w 1953 roku (rozbicie resztek oddziału „Olecha”). Opór polskiego podziemia na ziemiach zajętych przez ZSRR szacuje się na blisko 3500 zabitych w walce i blisko 25 tysięcy aresztowanych i internowanych.
Na terenach Polski na zachód od linii Curzona wystąpienia zbrojne trwały, coraz słabsze, przez kilkanaście lat. Lata 1944–1947 cechował silny opór części społeczeństwa wobec wprowadzanego reżimu, wyrażający się w odrzucaniu niektórych lub wszystkich posunięć komunistycznej władzy. Według niektórych historyków związanych z IPN walki miały wszelkie znamiona powstania antykomunistycznego, mimo że nie były centralnie inspirowane ani kierowane.

## Nazwa
W okresie PRL wydarzenia towarzyszące przejmowaniu i umacnianiu władzy przez PPR były przedstawiane w sposób fałszywy i jednostronny, a dopiero w III Rzeczypospolitej możliwa stała się nieskrępowana debata historyków o tej epoce – ułatwiona przez swobodny dostęp badaczy do archiwów, które przeważnie były dla nich niedostępne w czasach PRL. Badania prowadzone po 1989 roku zaowocowały szeregiem prac naukowych, niekiedy o monumentalnych rozmiarach, na temat antykomunistycznej partyzantki po II wojnie światowej  .
Jednym z wątków wspomnianej debaty jest kwestia nazwy konfliktu między nowymi władzami a ich zbrojnymi oponentami. Większość prac poruszających tę tematykę posługuje się terminami „podziemie antykomunistyczne” lub „podziemie niepodległościowe”, nie określając żadną przyjętą nazwą własną samego konfliktu, który toczył się między owym podziemiem a władzami komunistycznymi.
Niekiedy w pracach i wypowiedziach historyków oraz publicystów pojawiają się także kontrowersyjne określenia „wojna domowa” i „powstanie antykomunistyczne”. Za pojęciem „powstanie antykomunistyczne” opowiadają się niektórzy historycy związani z IPN, m.in. Tomasz Strzembosz, Krzysztof Szwagrzyk, Marek Jan Chodakiewicz, Stanisław Łach, Leszek Pietrzak, Jarosław Szarek, Kazimierz Krajewski, Tomasz Łabuszewski, Wojciech Muszyński, Leszek Żebrowski i inni. Taka terminologia niekiedy pojawia się w pracach wydawanych przez Instytut Pamięci Narodowej. Zdecydowana większość prac historycznych o tej tematyce, w tym tych wydawanych przez IPN, nie zawiera jednak pojęcia „powstanie” w odniesieniu do wydarzeń w Polsce po II wojnie światowej. Aktywną polemikę ze zwolennikami terminu „powstanie antykomunistyczne” podjęli Rafał Wnuk z IPN oraz Andrzej Friszke. Niektórzy badacze popierający określenie konfliktu mianem powstania – m.in. Kazimierz Krajewski i Tomasz Łabuszewski – porównują powojenną skalę partyzantki antykomunistyczną po II wojnie światowej ze skalą działań powstańców styczniowych, która w liczbach bezwzględnych była zbliżona do działań zbrojnego podziemia przed 1947 rokiem. W kontrze do tego argumentu Rafał Wnuk zwracał uwagę, że od czasu powstania w 1863 roku do II wojny światowej naród polski wielokrotnie powiększył się zarówno demograficznie (wskutek przyrostu naturalnego) jak politycznie (wskutek wykształcenia się świadomości narodowej u zdecydowanej większości społeczeństwa), a zbrojny opór przeciw komunistom, w przeciwieństwie do powstania styczniowego, angażował jedynie niewielką część „narodu politycznego”.
Nazwa „powstanie antykomunistyczne” niekiedy pojawia się również w wypowiedziach polityków oraz uchwałach sejmowych. Dwukrotnie sformułowania tego użył publicznie prezydent Andrzej Duda. Pojęcie to pojawiło się również w projekcie ustawy o ustanowieniu Narodowego Dnia Pamięci „Żołnierzy Wyklętych” w 2011 roku, jednak zostało usunięte po sprzeciwie posłów Sylwestra Pawłowskiego (SLD) oraz Andrzeja Celińskiego (wówczas niezrzeszony, wcześniej w Kole Poselskim SDPL-Nowa Lewica). W wyniku kompromisu w ostatecznej wersji ustawy występuje pojęcie „antykomunistyczne podziemie”. W publicystyce pojęciem „powstanie antykomunistyczne” posługują się niektóre pisma o afiliacjach prawicowych, np. „Gazeta Polska”, natomiast termin ten był krytykowany m.in. przez publicystów lewicowego „Przeglądu” oraz konserwatywnego Klubu Jagiellońskiego.
Niektórzy historycy proponowali nazwanie konfliktu „wojną domową”. Janusz Tazbir, porównując konflikt do konfederacji barskiej, określił go mianem „sui generis wojny domowej”. Ta propozycja spotkała się z krytyką ze względu na udział w konflikcie siły zewnętrznej (ZSRR). W 1997 roku na Zamku Królewskim w Warszawie odbyła się sesja historyczna na temat „Wojna domowa czy nowa okupacja Polski po 1944 r.”. Uczestnicy sesji, wśród nich Jan Nowak-Jeziorański, zdecydowanie odrzucili pojęcie wojny domowej w tym przypadku. Termin wojny domowej w tym kontekście odrzucił też Leszek Żebrowski.

## Czas trwania
Za początek działań antykomunistycznego podziemia w Polsce należy uznać pierwsze miesiące po 4–6 stycznia 1944 roku, gdy Armia Czerwona przekroczyła granice II Rzeczypospolitej. Było to krótko po konferencji teherańskiej (początek grudnia 1943 roku), a przed konferencjami jałtańską i poczdamską, przypieczętowującymi wschodnią granicę Polski na linii Curzona. Ustalenia konferencji w Teheranie, dotyczące wschodnich granic Polski, były początkowo utajnione przez aliantów. Dopiero w lutym 1944 roku premier Winston Churchill w czasie przemówienia w parlamencie brytyjskim poparł roszczenia ZSRR do wschodnich ziem Polski. Polacy na dotychczas polskich terenach, występując w roli gospodarza, walcząc z Niemcami (patrz akcja „Burza”, operacja „Ostra Brama”) spotkali się z represjami ze strony wojsk Armii Czerwonej oraz ogniem partyzantki radzieckiej. Już wcześniej, od grudnia 1943 roku do czerwca 1944 roku na samej Nowogródczyźnie doszło do blisko 200 starć zbrojnych między oddziałami AK a oddziałami partyzantów radzieckich, kierowanymi przez Centralny Sztab Ruchu Partyzanckiego w Moskwie.
18 lipca 1944 roku Ławrientij Beria pisał do Stalina, Wiaczesława Mołotowa i Aleksieja Antonowa:

Dzisiaj o świcie przystąpiliśmy do przeczesywania lasów, w których według naszych danych, znajdowali się Polacy (...) Według stanu na godzinę 16:00, rozbrojono 3500 osób, w tym 200 oficerów i podoficerów. Podczas rozbrajania skonfiskowano broń: 3000 pistoletów, 300 karabinów maszynowych, 50 cekaemów, 17 moździerzy, 7 dział lekkich, 12 samochodów, a także dużą liczbę granatów i naboi. Polskich oficerów i szeregowców kieruje się pod konwojem do punktów zbornych, a broń zwożona jest do magazynów. Jednostki biorące udział w operacji prowadzą dalsze rozpoznanie, ściganie i rozbrajanie oddziałów polskich.

21 lipca 1944 roku Armia Czerwona sforsowała Bug.
Dwa tygodnie później, 1 sierpnia 1944 roku płk Władysław Filipkowski „Stach” depeszował do Komendy Głównej AK: Dziś aresztowano Delegata Rządu (...) Wracamy do podziemia.
19 stycznia 1945 roku komendant Armii Krajowej Leopold Okulicki „Niedźwiadek” rozwiązał Armię Krajową. W rozkazie pisał: Żołnierze Armii Krajowej! Daję Wam ostatni rozkaz. Dalszą swoją pracę i działalność prowadźcie w duchu odzyskania pełnej niepodległości Państwa i ochrony ludności polskiej przed zagładą. Koordynację walki o niepodległość przejęła kadrowa organizacja wojskowa NIE, a po jej rozwiązaniu 7 maja 1945 roku – Delegatura Sił Zbrojnych na Kraj, która istniała do 6 sierpnia 1945 roku. 2 września tego roku powołano do istnienia – z założenia polityczną – organizację Zrzeszenie Wolność i Niezawisłość, której podporządkowało się wiele walczących ugrupowań. WiN w coraz większym stopniu była infiltrowana przez służby bezpieczeństwa, aby być całkowicie rozbitą w wyniku operacji Cezary w grudniu 1952 roku.
Całe terytorium powojennej Polski zostało zajęte przez Armię Czerwoną dopiero w kwietniu 1945 roku, wtedy cała Polska znalazła się we władaniu systemu politycznego zainstalowanego przez tę armię.
Ważną cezurą czasową była druga amnestia, którą przeprowadzono na wiosnę 1947 roku. Z amnestii tej skorzystało ponad 76 tysięcy osób, wśród nich ujawniło się wielu żołnierzy antykomunistycznego podziemia, którzy w konsekwencji w większości przypadków byli szykanowani, mordowani oraz skazywani na wieloletnie wyroki więzienia i na kary śmierci.
Po tej amnestii na walkę zdecydowało się już jedynie parę tysięcy żołnierzy (między 1200 a 1900 osób). W okresie 1947–1949 przestały istnieć ośrodki kierownicze, a skala działań znacznie się zmniejszyła. Mimo że ostatni członek ruchu oporu – Józef Franczak ps. „Lalek” z oddziału kpt. Zdzisława Brońskiego „Uskoka” – zginął w obławie w Majdanie Kozic Górnych pod Piaskami (woj. lubelskie) osiemnaście lat po wojnie – 21 października 1963 roku, liczebność oddziałów podziemia niepodległościowego po 1953 roku była już tylko symboliczna. Zorganizowane oddziały podziemia zostały rozbite przed końcem tego roku. Później ukrywało się dosłownie kilka oddziałów i pojedyncze osoby, były one systematycznie wyłapywane i zabijane. Nieliczni, którym udało się dotrwać do 1956 roku, korzystając z przemian w kraju, wyszli z podziemia. Ale jeszcze 21 stycznia 1956 roku został ujęty działający w podziemiu Stefan Kobos „Wrzos”. Po 1956 roku „w lesie” pozostało prawdopodobnie 8 partyzantów. W marcu 1957 roku zginął w walce Stanisław Marchewka „Ryba”, wreszcie w 1963 roku – wspomniany wyżej Józef Franczak.
Po 1953 roku nie działały już żadne zorganizowane znaczące oddziały podziemia antykomunistycznego.

## Strony konfliktu

### Siły radzieckie i aparat bezpieczeństwa Polski Ludowej
W latach 1944–1947 walka z niepodległościowym podziemiem prowadzona była przede wszystkim przez NKWD. Do likwidacji oddziałów polskich władze radzieckie rzuciły siły równe 3 armiom: na obszar Litewskiej Socjalistycznej Republiki Radzieckiej skierowano 4 Dywizję Strzelecką Wojsk Wewnętrznych NKWD oraz 17 wydzielonych pułków. Na obszar Białoruskiej Socjalistycznej Republiki Radzieckiej 3 dywizje (6, 7, 10) oraz 4 wydzielone pułki. Do pacyfikacji Polski Lubelskiej użyte zostały: 62, 63 i 64 Zbiorcza Dywizja Wojsk Wewnętrznych NKWD. W 1944 roku na terenach położonych na wschód od Wisły NKWD aresztowało 16 820 ludzi, w tym 2604 żołnierzy AK, 691 dezerterów z armii Berlinga i 1083 uchylających się od służby wojskowej. W 1945 roku w Polsce stacjonowały trzy dywizje NKWD liczące łącznie około 35 tysięcy żołnierzy. Siły te, opanowując po Niemcach kolejne polskie tereny, przejmowały niemieckie areszty i więzienia, przystępując do aresztowań i likwidacji żołnierzy i polityków Polskiego Państwa Podziemnego. Przykładowo: w okresie od stycznia 1945 do sierpnia 1946 roku 64 Zbiorcza Dywizja Wojsk Wewnętrznych NKWD zlikwidowała na terytorium Polski 201 oddziałów zbrojnych (...). W walkach tych zginęło 1975 ludzi, a zatrzymano 3370 członków AK i UPA. W ramach działań prewencyjnych aresztowano ponad 47 tysięcy osób.
24 maja 1945 roku Naczelny Dowódca WP Michał Żymierski wydał rozkaz „w sprawie likwidacji zbrojnego podziemia na wschodnich terenach Rzeczpospolitej”. Wyznaczał on 4 dywizje piechoty oraz 1 Warszawską Brygadę Pancerną do rozprawy z partyzantką poakowską oraz oddziałami NSZ. Jednocześnie uchwałą Rządu Tymczasowego powołano Korpus Bezpieczeństwa Wewnętrznego.
Poza siłami radzieckimi, które stopniowo wycofywano z Polski (choć np. wspomniana 64 dywizja NKWD pozostawała do dyspozycji „polskich towarzyszy”, na prośbę Bolesława Bieruta, do marca 1947 roku), pod koniec 1945 roku Ministerstwo Bezpieczeństwa Publicznego liczyło 24 tysięcy funkcjonariuszy. W roku 1953 jednostki podległe MBP w sumie zatrudniały ponad 200 tysięcy ludzi, z czego w UBP służyło 33 200 osób. Podziemie niepodległościowe było również zwalczane przez ludowe Wojsko Polskie, w tym struktury Głównego Zarządu Informacji, które łącznie liczyły w tymże 1953 roku około 400 tysięcy ludzi. W tym czasie już jedynie drobna część tych sił była używana do zwalczania resztek podziemia.

### Żołnierze wyklęci
W kwietniu–maju 1945 roku w podziemiu zostało około 150–180 tysięcy osób związanych z wieloma organizacjami, w zbrojnych oddziałach podziemia niepodległościowego walczyło między 13 000 a 17 200 żołnierzy w 341 oddziałach, w 1946 roku między 6600 a 8700. Po amnestii walczyło dalej około 1800 żołnierzy. Liczba oddziałów poakowskich spadła ze 141 do 57. MBP oceniało, że w 1948 roku całkowita liczba oddziałów i grup partyzanckich wynosiła 158. Walczyło w niej 1163 żołnierzy. W 1949 roku było to już tylko 765 osób w 138 oddziałach. Po 1950 roku kontynuowało walkę 250–400 osób. Po 1956 roku nieujętych pozostawało prawdopodobnie 8 partyzantów.

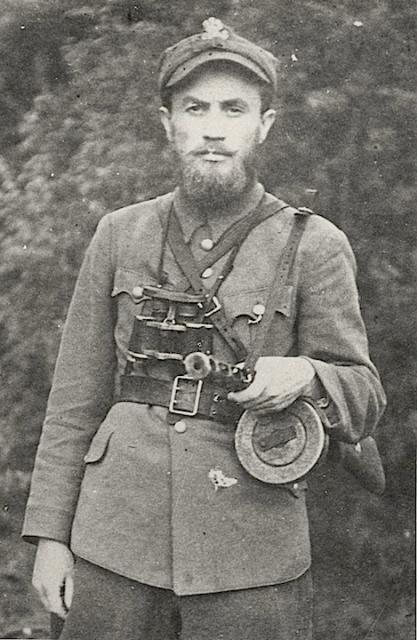
Ppor. Anatol Radziwonik „Olech”, dowódca jednego z największych oddziałów walczących na terenie ZSRR

## Oddziały i działania zbrojne
Terror zastosowany wobec przedstawicieli Polskiego Państwa Podziemnego oraz polskiej inteligencji przez wchodzące do Polski z Armią Czerwoną formacje NKWD i Smiersz spowodowały masowy „powrót do lasu” dziesiątek tysięcy żołnierzy wielu formacji dotychczas antyniemieckiego podziemia oraz tworzenie nowych ugrupowań. Do największych ugrupowań podziemia antykomunistycznego należały:
1. Armia Krajowa (do jej rozwiązania 19 stycznia 1945 roku)
2. Zrzeszenie Wolność i Niezawisłość od 1945 roku do jego ostatecznego upadku w wyniku realizacji operacji „Cezary” w 1952 roku
3. Delegatura Sił Zbrojnych na Kraj; te 3 największe, ogólnopolskie ugrupowania liczyły łącznie 141 oddziałów skupiających 6600–8700 żołnierzy w połowie 1945 roku
4. Narodowe Zjednoczenie Wojskowe (1945–1956) (patrz również Narodowa Organizacja Wojskowa i Pogotowie Akcji Specjalnej)
5. Narodowe Siły Zbrojne; NZW/NOW i NSZ liczyły łącznie około 80 oddziałów z 2700–3600 żołnierzami w połowie 1945 roku
6. Konspiracyjne Wojsko Polskie, największa organizacja regionalna, licząca 500–650 żołnierzy w połowie 1945 roku i do 1400 żołnierzy na przełomie 1946/1947
7. Armia Krajowa Obywatelska
8. Ruch Oporu Armii Krajowej
9. Rzeczpospolita Polska Walcząca na Dolnym Śląsku
10. Polski Związek Powstańczy (Płock), kilkudziesięciu żołnierzy walczących w latach 1945–1946
11. lokalne oddziały o poakowskiej proweniencji[65][63].

Na ziemiach utraconych na rzecz ZSRR działały większe oddziały poakowskie:
- Obwód nr 46/67 (Szczuczyn-Lida), prawie 100 żołnierzy pod dowództwem ppor. Anatola Radziwonika „Olecha”, walczący do 1953 roku
- Obwód nr 10 (Samoobrona Ziemi Grodzieńskiej), 500–600 członków, walczący do wiosny 1948 roku
- Samoobrona Ziemi Wołkowyskiej, 100–200 uczestników, walczących do lata 1948 roku
- Związek Obrońców Wolności, 100–200 żołnierzy pod dowództwem Zygmunta Stachowicza „Żmudzina”, walczący do 1948 roku.

Łącznie na terenach ZSRR w 1945 roku walczyło ponad 40 oddziałów, liczących łącznie około 1700 osób, w roku 1950 było ich już tylko paręnaście (i około 100 żołnierzy).
Na terenach Polski Ludowej podziemia do największych struktur walczących przeciwko komunistom należały:
- Zgrupowanie Partyzanckie „Błyskawica”, dowodzone przez Józefa Kurasia, z 500 żołnierzami w 1945 roku
- Samodzielny Batalion Operacyjny NSZ „Zuch”, z 200 żołnierzami pod dowództwem Antoniego Żubryda
- jednostki bojowe Obwodu ROAK „Mewa”, 150 żołnierzy
- Batalion ROAK „Znicz” ze 130 żołnierzami
- 6 Wileńska Brygada (WiN) ze 120 żołnierzami[12] .

Do znanych największych formacji wojskowych używanych do zwalczania partyzantki antykomunistycznej należała 1 Warszawska Dywizja Piechoty, której sztab po zdobyciu Berlina został rozlokowany w Siedlcach, w rejonie, w którym koncentracja walk była największa.
Partyzanci przeprowadzili tysiące akcji bojowych i innych, przede wszystkim:
- prawie tysiąc ważniejszych starć, bitew, walk i potyczek z „siłami bezpieczeństwa”, w tym różnego rodzaju zasadzki (obu stron)
- ponad tysiąc dwieście rozbić/ataków na posterunki MO i 34 ataki na placówki UBP
- dziesiątki akcji na pociągi, w tym wywożące dobytek do ZSRR
- 38 ataków na więzienia
- 5 ataków na obozy, w których przetrzymywani byli więźniowie aparatu represji
- kilkadziesiąt akcji na urzędy gminne, niszczenie dokumentacji
- kilkaset akcji na spółdzielnie
- kilkaset akcji „rozbrojeniowych” (na posterunki aparatu bezpieczeństwa)
- kilkaset akcji mających na celu uwolnienie żołnierzy podziemia przetrzymywanych na posterunkach sił bezpieczeństwa
- kilkaset akcji „przeciwbandyckich”
- kilkaset innych akcji, głównie „porządkowych” i na różne obiekty gospodarcze
- likwidacje wielu funkcjonariuszy UB, współpracowników MBP oraz bandytów z szajek rabunkowych
- kilkaset akcji ekspropriacyjnych na obiekty gospodarcze
- stosowano również ostrzeżenia, chłosty i inne kary dla działaczy PPR i innych komunistycznych organizacji[12] .

## Statystyka ważniejszych działań podziemia antykomunistycznego w latach 1944–1956

### Liczby ważniejszych starć zbrojnych i ataków na pozycje komunistyczne w podziale na województwa, rodzaje i okresy
Oznaczenia symboli użytych w nagłówkach tabeli:
- VII – XII 1944 – wydarzenia z okresu lipiec 1944 – grudzień 1944.
- I – XII 1945 – wydarzenia z okresu styczeń 1945 – grudzień 1945.
- I 1946 – IV 1947 – wydarzenia z okresu styczeń 1946 – 25 kwietnia 1947 (do końca drugiej amnestii; dla terenów ZSRR ta kolumna odpowiada okresowi styczeń 1946 – grudzień 1949 roku).
- IV 1947 – XII 1950 – wydarzenia z okresu 26 kwietnia 1947 – grudzień 1950 (dla terenów ZSRR ta kolumna odpowiada okresowi styczeń 1950 – grudzień 1953 roku).
- I 1951 – 1956 – wydarzenia z okresu styczeń 1951 – do końca działań podziemia.

Oznaczenia wydarzeń:
- SZ – ważniejsze starcia i akcje zbrojne,
- MO – ataki na posterunki MO (liczby przybliżone),
- UB – ataki na siedziby UB,
- WI – ataki na więzienia,
- OB – ataki na obozy.

| obszar/ województwo | VII – XII 1944 | VII – XII 1944 | VII – XII 1944 | VII – XII 1944 | VII – XII 1944 | I – XII 1945 | I – XII 1945 | I – XII 1945 | I – XII 1945 | I – XII 1945 | I 1946 – IV 1947 | I 1946 – IV 1947 | I 1946 – IV 1947 | I 1946 – IV 1947 | I 1946 – IV 1947 | IV 1947 – XII 1950 | IV 1947 – XII 1950 | IV 1947 – XII 1950 | IV 1947 – XII 1950 | IV 1947 – XII 1950 | I 1951 – 1956 | I 1951 – 1956 | I 1951 – 1956 | I 1951 – 1956 | I 1951 – 1956 | Suma | Suma | Suma | Suma | Suma |
| obszar/ województwo | SZ             | MO             | UB             | WI             | OB             | SZ           | MO           | UB           | WI           | OB           | SZ               | MO               | UB               | WI               | OB               | SZ                 | MO                 | UB                 | WI                 | OB                 | SZ            | MO            | UB            | WI            | OB            | SZ   | MO   | UB   | WI   | OB   |
| --- | -------------- | -------------- | -------------- | -------------- | -------------- | ------------ | ------------ | ------------ | ------------ | ------------ | ---------------- | ---------------- | ---------------- | ---------------- | ---------------- | ------------------ | ------------------ | ------------------ | ------------------ | ------------------ | ------------- | ------------- | ------------- | ------------- | ------------- | ---- | ---- | ---- | ---- | ---- |
| płn.-wsch. (ZSRR) | 77             |                |                | 1              |                | 90           |              |              |              |              | 68               |                  |                  |                  |                  | 7                  |                    |                    |                    |                    |               |               |               |               |               | 242  |      |      | 1    |      |
| płd.-wsch. (ZSRR) | 1              |                |                |                |                | 1            |              |              |              |              |                  |                  |                  |                  |                  |                    |                    |                    |                    |                    |               |               |               |               |               | 2    |      |      |      |      |
| białostockie | 1              | 1              |                |                |                | 39           | 100          | 1            | 4            |              | 24               | 40               |                  |                  |                  | 36                 | 3                  |                    |                    |                    | 22            |               |               |               |               | 122  | 144  | 1    | 4    |      |
| lubelskie | 3              | 7              |                | 5              |                | 32           | 78           | 2            | 5            | 1            | 46               | 71               | 2                | 1                |                  | 39                 | 3                  |                    |                    |                    | 21            |               |               |               |               | 141  | 159  | 6    | 11   | 1    |
| rzeszowskie |                |                | 2              | 1              |                | 22           | 29           | 2            | 1            |              | 14               | 20               | 1                |                  |                  | 3                  | 2                  |                    |                    |                    | 5             |               |               |               |               | 44   | 51   | 5    | 2    |      |
| olsztyńskie |                |                |                |                |                | 4            | 4            |              |              |              | 11               | 33               |                  |                  |                  | 3                  |                    |                    |                    |                    |               |               |               |               |               | 18   | 37   |      |      |      |
| warszawskie |                | 1              |                | 1              |                | 30           | 110          | 3            | 1            | 1            | 49               | 130              |                  | 1                |                  | 61                 | 27                 |                    |                    |                    | 9             |               |               |               |               | 149  | 268  | 3    | 3    | 1    |
| kieleckie |                |                |                |                |                | 16           | 88           | 3            | 4            |              | 20               | 60               |                  |                  |                  | 13                 | 1                  |                    |                    |                    |               |               |               |               |               | 59   | 149  | 3    | 4    |      |
| krakowskie |                |                |                |                |                | 7            | 24           | 7            | 7            |              | 18               | 79               | 3                | 1                |                  | 26                 | 2                  |                    |                    |                    |               |               |               |               |               | 51   | 105  | 10   | 8    |      |
| gdańskie i pomorskie |                |                |                |                |                | 6            | 18           |              |              |              | 24               | 47               | 1                | 1                |                  | 4                  |                    |                    |                    |                    |               |               |               |               |               | 34   | 65   | 1    | 1    |      |
| łódzkie |                |                |                |                |                | 8            | 38           | 2            | 1            | 1            | 15               | 47               | 1                | 1                |                  | 14                 | 6                  |                    |                    |                    | 2             |               |               |               |               | 39   | 91   | 3    | 2    | 1    |
| katowickie |                |                |                |                |                | 5            | 12           |              |              |              | 17               | 15               |                  |                  |                  | 1                  |                    |                    |                    |                    | 1             |               |               |               |               | 24   | 27   |      |      |      |
| szczecińskie |                |                |                |                |                |              |              |              |              |              |                  |                  |                  |                  |                  |                    |                    |                    |                    |                    |               |               |               |               |               |      |      |      |      |      |
| poznańskie |                |                |                |                |                | 19           | 61           | 4            | 2            | 2            | 20               | 65               |                  |                  |                  | 3                  | 1                  |                    |                    |                    |               |               |               |               |               | 42   | 127  | 4    | 2    | 2    |
| wrocławskie |                |                |                |                |                | 1            | 3            |              |              |              | 1                | 2                |                  |                  |                  |                    |                    |                    |                    |                    |               |               |               |               |               | 2    | 5    |      |      |      |
| Suma | 82             | 9              | 2              | 8              |                | 278          | 565          | 24           | 25           | 5            | 327              | 609              | 8                | 5                |                  | 210                | 45                 |                    |                    |                    | 60            |               |               |               |               | 957  | 1228 | 34   | 38   | 5    |
| Tabela została opracowana na podstawie zestawień, list i map opublikowanych w Atlasie polskiego podziemia niepodległościowego 1944–1956 |                |                |                |                |                |              |              |              |              |              |                  |                  |                  |                  |                  |                    |                    |                    |                    |                    |               |               |               |               |               |      |      |      |      |      |

### Ataki na więzienia, siedziby UBP i rozbicia ważniejszych posterunków MO
| Miejscowość | Dzień i miesiąc         | Rok        | Osobny artykuł                                      | Opis akcji |
| --- | ----------------------- | ---------- | --------------------------------------------------- | --- |
| Biała Krakowska | 12 maja                 | 1945       |                                                     | Nieudany atak nieznanego oddziału na więzienie Powiatowego UBP. |
| Biała Podlaska | 28 września             | 1944       |                                                     | Uwolnienie 2 więzionych żołnierzy z więzienia przez partyzantów z byłego oddziału por. Stefana Wyrzykowskiego „Zenona”, dowodzonego przez Roberta Domańskiego „Jaracha”.                |
| Biała Podlaska | 9 marca                 | 1945       |                                                     | 103 więzionych żołnierzy uwolnionych przez oddział „Jaracha”. |
| Biała Podlaska | 21 maja                 | 1945       |                                                     | 5 więzionych żołnierzy uwolnionych przez oddział „Toma”. |
| Białystok | 9 maja                  | 1945       |                                                     | 102–108 więzionych żołnierzy, członków AKO, NOW i NSZ zbiegło po opanowaniu przez nich części budynku więzienia.                                                                        |
| Biłgoraj | 28 lutego               | 1945       |                                                     | Około 40 więzionych żołnierzy uwolnionych po opanowaniu więzienia przez zgrupowanie DSZ Obwód Biłgoraj pod dowództwem por. Konrada Bartoszewskiego „Wira”.                              |
| Biłgoraj | 27 maja                 | 1945       |                                                     | Nieudana próba rozbicia Powiatowego UBP przez oddział Konrada Bartoszewskiego „Wira” i dezerterów z ludowego WP.                                                                        |
| Błudek | 25–26 marca             | 1945       |                                                     | Rozbrojenie i spalenie obozu NKWD (komendant obozu rozstrzelany po akcji) przez połączone oddziały DSZ: Mariana Wardy „Polakowskiego” i Konrada Bartoszewskiego „Wira”.                 |
| Brzesko | maj                     | 1945       |                                                     | Nieudany atak nieznanego oddziału na więzienie Powiatowego UBP. |
| Brzeziny | 6 września              | 1945       |                                                     | Nieudana próba rozbicia siedziby Powiatowego UBP i Komendy Powiatowej MO przez oddział „Wichra”.                                                                                        |
| Brzeziny | 15 maja                 | 1946       |                                                     | Nieudana próba zajęcia siedziby Powiatowego UBP przez oddział „Słonia”. |
| Brzozów | 13 grudnia              | 1944       |                                                     | Uwolniono 11 zatrzymanych w areszcie Powiatowego UBP przez grupę plut. Feliksa Maziarskiego „Szofera” z oddziału kpt. Dragana Sotirovicia.                                              |
| Dąbrowa Tarnowska | 8–9 maja                | 1945       |                                                     | Rozbicie więzienia i uwolnienie około 80 więźniów przez oddział Tadeusza Musiała „Zarysa”.                                                                                              |
| Grajewo | 8–9 maja                | 1945       |                                                     | Opanowanie miasta, rozbicie Powiatowego UBP, Komendy Powiatowej MO, uwolnienie ponad 100 więźniów, rozstrzelano 5–6 konfidentów.                                                        |
| Grójec | 21 listopada            | 1945       |                                                     | Nieudana próba odbicia więźniów z aresztu Powiatowego UBP przez oddziały ROAK Stefana Głogowskiego.                                                                                     |
| Hrubieszów | 19 sierpnia             | 1944       |                                                     | 12 członków AK uwolnionych z więzienia przez 100-osobowy oddział Mariana Gołębiewskiego „Stera”.                                                                                        |
| Hrubieszów | 27–28 maja              | 1946       | Atak na Hrubieszów                                  | Opanowanie miasta, zajęcie m.in. Powiatowego UBP, uwolnienie 20 więźniów, przez kilka oddziałów pod połączonym dowództwem „Hela”, we współpracy z oddziałem UPA.                        |
| Janów Lubelski | 27 kwietnia             | 1945       |                                                     | 15 więzionych żołnierzy uwolnionych po opanowaniu miasta przez połączone oddziały Hieronima Dekutowskiego „Zapory”, „Mata” i „Podkowy”.                                                 |
| Jaworzno | październik             | 1945       |                                                     | Nieudana próba uwolnienia przez nieznany oddział więźniów z Centralnego Obozu Pracy w Jaworznie.                                                                                        |
| Kępno | 22–23 listopada         | 1945       |                                                     | Rozbicie siedziby Powiatowego UBP przez oddział „Otta”, uwolnienie więźniów. |
| Kielce | 4–5 sierpnia            | 1945       | Rozbicie więzienia w Kielcach                       | Uwolnienie z więzienia 354 aresztantów przez oddział Antoniego Hedy „Szarego”. |
| Koźmin Wielkopolski | 1 września              | 1945       |                                                     | Zajęcie siedziby Gminnego UBP przez oddziały „Bory” i WSGO „Warta”, wykonanie wyroku śmierci na funkcjonariuszu GUBP w Koźminie.                                                        |
| Koźmin Wielkopolski | 10–11 października      | 1945       |                                                     | Nieudana próba odbicia więźniów z więzienia przez oddział „Błyska”. |
| Kozienice | 5–6 maja                | 1945       |                                                     | Opanowanie miasta, uwolnienie 8 aresztowanych z siedziby MO, nieudana próba zdobycia siedziby powiatowego UBP.                                                                          |
| Kraków | 18 sierpnia             | 1946       | Rozbicie więzienia św. Michała w Krakowie           | Uwolnienie 64 więźniów po rozbiciu więzienia św. Michała przez oddział „Siekiery” ze zgrupowania „Ognia”.                                                                               |
| Krasnosielc | 1 maja                  | 1945       | Atak oddziału „Pogody” na areszt UBP w Krasnosielcu | Uwolnienie 42 więźniów z Powiatowego UBP i Komendy Powiatowej MO w Makowie Mazowieckim.                                                                                                 |
| Krasnystaw | 22 września             | 1944       |                                                     | 5 żołnierzy AK uwolnionych przez pozostałych członków ich oddziału. |
| Krotoszyn | 24 sierpnia             | 1945       |                                                     | Nieudana próba rozbicia siedziby Powiatowego UBP przez oddział „Bory”. |
| Limanowa | 17 kwietnia             | 1945       |                                                     | Uwolnienie 13 więźniów i rozbicie więzienia Powiatowego UBP przez oddział „Łazika”. |
| Lubaczów | marzec                  | 1945       |                                                     | Uwolnienie 2 więźniów z siedziby Powiatowego UBP przez oddział „Kostka”. |
| Łomża | 21 maja                 | 1945       |                                                     | Rozbicie więzienia przez strażników w porozumieniu z Oddziałem „Ryby”. |
| Łowicz | 8 marca                 | 1945       |                                                     | Rozbicie więzienia i uwolnienie 73 więźniów przez Grupę Szturmową Szarych Szeregów Obwodu Łowicz AK pod dowództwem Jana Kopałki „Antka”.                                                |
| Łuków | 24 stycznia             | 1946       |                                                     | 27 aresztantów uwolnionych po rozbiciu Powiatowego UBP przez oddział WiN pod dowództwem Stefana Lemieszka „Alfa”.                                                                       |
| Miechów | 25–26 kwietnia          | 1945       | Rozbicie więzienia w Miechowie                      | Rozbicie więzienia UB przez nieznany oddział. |
| Mława | 3 czerwca               | 1945       |                                                     | Odbicie kilkudziesięciu żołnierzy AK z siedziby Powiatowego UBP przez oddziały Zacheusza Nowowiejskiego „Jeża” i Jana Nowakowskiego „Arymana”.                                          |
| Mława | 22 czerwca              | 1946       |                                                     | Nieudany atak oddziału „Burzy” na więzienie w Mławie. |
| Nowy Sącz | kwiecień                | 1946       |                                                     | Nieudana próba zdobycia Powiatowego UBP przez oddział „Okrzei”. |
| Nowy Targ | 17–18 kwietnia          | 1945       |                                                     | Rozbicie więzienia i siedziby Powiatowego UBP przez oddział Józefa Kurasia „Ognia”. |
| Ostrów Wielkopolski | 2 września              | 1945       |                                                     | Nieudany atak na siedzibę Powiatowego UBP przez oddziały „Szarego” i „Błyska”. |
| Pabianice | 10 czerwca              | 1945       |                                                     | Zajęcie aresztu Powiatowego UBP i uwolnienie 10 więźniów przez oddziały „Zrywa” i „Gajdy”.                                                                                              |
| Pińczów | 3–4 czerwca             | 1945       |                                                     | Nieudana próba ataku na więzienie i siedzibę UB przez oddziały „Buka” i „Michała”. |
| Piotrków Trybunalski (Szczekanica)                                                                                          | 17 czerwca              | 1945       |                                                     | Rozbicie obozu dla Niemców i żołnierzy AK przez oddział „Burzy”; uwolniono wszystkich 100 Polaków.                                                                                      |
| Przemyśl | 14–15 maja              | 1945       |                                                     | 58 osób uwolniono po opanowaniu więzienia przez aresztantów pod wodzą Adama Bodzonia (lub po akcji oddziału ppor. Stanisława Dąbrowy-Kostki „Dzierżyńskiego”).                          |
| Przeworsk | 15 maja                 | 1945       |                                                     | Nieudana próba rozbicia siedziby Powiatowego UBP przez oddziały „Radwana” i kpt. Dragana Sotirovicia „Draża”.                                                                           |
| Puławy | 24 kwietnia             | 1945       |                                                     | 117 uwolnionych żołnierzy po rozbiciu Powiatowego UBP przez oddział „Orlika”. |
| Pułtusk | 25 listopada            | 1946       |                                                     | Rozbicie więzienia i uwolnienie 47 więźniów politycznych przez oddział WiN „Przelotnego” przy wsparciu oddziału Stanisława Sumińskiego (?) „Visa”.                                      |
| Rabka | 11 grudnia              | 1945       |                                                     | Opanowanie siedziby Miejskiego UBP przez oddział „Groźnego” ze zgrupowania „Ognia”. |
| Radom | 9 września              | 1945       |                                                     | Uwolnienie 292–298 aresztantów przez oddziały „Harnasia”-„Sokoła” i „Beja”. |
| Radomsko | 19–20 kwietnia          | 1946       |                                                     | Zajęcie miasta przez oddziały KWP dowodzone przez Jana Rogólkę „Grota”; rozbicie więzienia i uwolnienie 57 więźniów.                                                                    |
| Radzyń Podlaski | 31 grudnia – 1 stycznia | 1945– 1946 |                                                     | Nieudany atak oddziału WiN pod dowództwem „Jastrzębia” na Powiatowy UBP i Komendę Powiatową MO.                                                                                         |
| Rembertów | 20–21 maja              | 1945       | Atak na obóz NKWD w Rembertowie                     | 700 więźniów (według innych źródeł – 446) przeznaczonych do wywózki do ZSRR zostało uwolnionych przez oddziały „Wichury” i Edmunda Świderskiego „Wichra” z Obwodu Mińsk Mazowiecki DSZ. |
| Rozwadów | 3 lutego                | 1946       |                                                     | Nieudany atak oddziału „Tarzana” na placówkę tarnobrzeskiego PUBP i komendanturę Armii Czerwonej.                                                                                       |
| Rzeszów | 7–8 października        | 1944       |                                                     | Nieudana próba uwolnienia więźniów przetrzymywanych na zamku w Rzeszowie przez oddział AK pod dowództwem kpt. Łukasza Cieplińskiego.                                                    |
| Sandomierz | 10 marca                | 1945       |                                                     | Ucieczka z więzienia około 100 członków podziemia, zorganizowana przy współpracy członków podziemia z zewnątrz.                                                                         |
| Skoroszów | 24 września             | 1945       |                                                     | Atak oddziału „Otta” na obóz pracy dla folksdojczów. |
| Skoroszów | 30–31 października      | 1945       |                                                     | Ponowny atak oddziału „Otta” na obóz pracy dla folksdojczów. |
| Sokołów Podlaski | październik             | 1944       |                                                     | Nieudana próba rozbicia więzienia przez oddział „Znicza” w celu uwolnienia komendanta Obwodu AK mjr. Jerzego Sasina.                                                                    |
| Stara Kiszewa | 19 maja                 | 1946       |                                                     | Rozbicie placówki UB przez oddział „Żelaznego” z 5 Wileńskiej Brygady AK. |
| Suwałki | 6 maja                  | 1945       |                                                     | Pięciu więźniów wraz ze strażnikiem, członkiem AKO, sterroryzowało pozostałych strażników i uciekło.                                                                                    |
| Szamotuły | 7–8 czerwca             | 1945       |                                                     | Uwolnienie 2 zatrzymanych po zajęciu więzienia przez oddział „Armia Krajowa Tomczaka”.                                                                                                  |
| Szczyrk | 19 lipca                | 1945       |                                                     | Nieudana próba zdobycia placówki MO i UB przez nieznany oddział. |
| Tarnobrzeg | 2 listopada             | 1944       |                                                     | Uwolnienie 15 osób z aresztu Powiatowego UBP przez oddział „Bławata”. |
| Tarnów | 1 lipca                 | 1945       |                                                     | Uwolnienie 35 więźniów po opanowaniu więzienia i siedziby Powiatowego UBP. |
| Tomaszów Lubelski | 13–14 listopada         | 1945       |                                                     | 50 więzionych uwolnionych z Powiatowego UBP przez oddział „Kostka”. |
| Węgrów | 17–18 maja              | 1945       |                                                     | Uwolnienie 2 aresztowanych z Powiatowego UBP po ataku oddziału dowodzonego przez Karola Czapskiego „Zbyszka”.                                                                           |
| Węgrów | 5–6 lipca               | 1945       |                                                     | Uwolnienie 1 aresztowanego po ataku oddziału DSZ na siedzibę Powiatowego UBP. |
| Włodawa | 22 października         | 1946       |                                                     | Próba rozbicia Powiatowego UBP, potyczka z UB-WP, uwolniono około 100 więźniów. |
| Włoszczowa | 22 kwietnia (?)         | 1945       |                                                     | Nieudana próba ataku na Powiatowy UBP przez oddział „Żbika”. |
| Wyrzysk | 24 maja                 | 1946       |                                                     | Uwolnienie z więzienia 43 więźniów przez oddziały „Jędrusia” i „Huragana”. |
| Zakopane | 1(2) lutego             | 1946       |                                                     | Atak oddziału „Ognia” na Miejski UBP. |
| Zakopane | 13 października         | 1946       |                                                     | Nieudana próba zdobycia Miejskiego UBP przez oddział „Ognia”. |
| Zamość | 28 lipca                | 1944       |                                                     | 18 żołnierzy AK uwolnionych z więzienia przez grupę AK pod dowództwem Józefa Śmiecha „Ciąga”.                                                                                           |
| Zamość | 7 października          | 1944       |                                                     | 34 żołnierzy AK uwolnionych z więzienia przez oddział AK pod dowództwem Edwarda Błaszczaka „Groma”.                                                                                     |
| Zamość | 8 maja                  | 1946       | Rozbicie więzienia w Zamościu (1946)                | 301 więźniów uwolniono po opanowaniu więzienia przez oddział WiN ppor. Romana Szczura „Urszula”.                                                                                        |
| Miejscowość | Dzień i miesiąc         | Rok        | Osobny artykuł                                      | Opis akcji |
| Tabela została opracowana na podstawie zestawień opublikowanych w Atlasie polskiego podziemia niepodległościowego 1944–1956 |                         |            |                                                     | |

### Niektóre ważniejsze bitwy
| Osobny artykuł        | Dzień i miesiąc     | Rok  | Opis bitwy |
| --------------------- | ------------------- | ---- | --- |
| Bitwa pod Kuryłówką   | 7 maja              | 1945 | Trzy ataki NKWD na siły NOW. Oddział partyzancki odparł ataki i wycofał się ze wsi. W wyniku ataku zginęło około 57 enkawudzistów, straty partyzantów wyniosły 7 zabitych.                                                                                            |
| Bitwa w Lesie Stockim | 24 maja             | 1945 | Bitwa między 170–190-osobowym oddziałem DSZ i 680-osobowymi siłami NKWD, KBW, UB i MO zakończona zwycięstwem jednostek partyzanckich przy stracie sił własnych 11 żołnierzy DSZ i stracie 72 funkcjonariuszy.                                                         |
| Potyczka pod Kotkami  | 28 maja – 2 czerwca | 1945 | bitwa stoczona w lesie pod Kotkami między oddziałem Narodowych Sił Zbrojnych a grupami operacyjnymi Powiatowego Urzędu Bezpieczeństwa Publicznego z Buska Zdroju i Wojewódzkiego Urzędu Bezpieczeństwa Publicznego z Kielc wspieranymi przez oddział Armii Czerwonej. |

### Niektóre ważniejsze operacje sił tłumiących partyzantkę antykomunistyczną
| Osobny artykuł     | Data                        | Opis akcji lub operacji |
| ------------------ | --------------------------- | --- |
| Obława augustowska | lipiec 1945                 | Pacyfikacja terenów Puszczy Augustowskiej przez wielotysięczne siły Armii Czerwonej, NKWD, ludowego Wojska Polskiego i UB. Zatrzymano ponad 7 tysięcy osób. Około 600 osób narodowości polskiej zostało wywiezionych w nieznanym kierunku i wszelki ślad po nich zaginął.           |
| Akcja X            | lipiec 1948                 | Podjęta przez MBP szeroko zakrojona akcja przeciw Wileńskiemu Okręgowi AK. Akcja X objęła swym zasięgiem kilkadziesiąt tysięcy ludzi, ponad 6 tysięcy zostało aresztowanych, z tego co najmniej 50 skazano na karę śmierci i wyroki wykonano. W lipcu 1948 Okręg AK został rozbity. |
| Operacja „Cezary”  | wiosna 1948 – grudzień 1952 | Operacja MBP mająca na celu przejęcie kontroli operacyjnej nad Zrzeszeniem Wolność i Niezawisłość. W ramach tej operacji utworzono tzw. V Zarząd WiN kontrolowany przez MBP. |

| rok  | liczba akcji bojowych | liczba zabitych funkcjonariuszy MO i UB | liczba zabitych aktywistów partyjnych | liczba zabitych urzędników państwowych |
| ---- | --------------------- | --------------------------------------- | ------------------------------------- | -------------------------------------- |
| 1949 | 4163                  | 60                                      | 48                                    | 43                                     |
| 1950 | 2875                  | 48                                      | 43                                    | 38                                     |
| 1951 | 2555                  | 48                                      | 39                                    | 28                                     |
| 1952 | 2930                  | 30                                      | 16                                    | 13                                     |
| 1954 | 1375                  | 13                                      | 12                                    | 26                                     |
| 1955 | 1297                  | 9                                       | 2                                     | -                                      |

## Kontrowersje
W treści tej sekcji od 2019-03 występują prawdopodobnie wyrażenia zwodnicze, co nie jest zgodne z zasadami przyjętymi w Wikipedii.
Dokładniejsze informacje o tym, co należy poprawić, być może znajdują się w dyskusji tej sekcji.
 Po wyeliminowaniu niedoskonałości należy usunąć szablon {{Dopracować}} z tej sekcji.
Morale większości oddziałów podziemia antykomunistycznego było bardzo wysokie. Przykładem może być kompania dowodzona przez Stanisława Ballę „Sokoła Leśnego”, wchodząca w skład Batalionu ROAK „Znicz”, działająca na Mazowszu. Kompania liczyła 130 żołnierzy (i 50 osób współpracujących), dysponowała pełnym umundurowaniem i była dobrze uzbrojona. Żołnierze otrzymywali żołd (początkowo 100 zł, później 50 zł dziennie). Pieniądze zdobywano wyłącznie w akcjach ekspropriacyjnych dokonywanych w instytucjach państwowych. Zabronione było picie alkoholu. Wysoka dyscyplina jednała oddziałowi sympatię ludności. Kompania dysponowała siecią punktów organizacyjnych, zapewniających kwatery i zaopatrzenie, a także opiekę medyczną. Oddziały ROAK prowadziły samoobronę przed działaniami UBP i NKWD, uwalniały aresztowanych, likwidowały agenturę. Zwalczały także pospolitą przestępczość. Kilkuosobowe patrole zapewniały porządek, likwidowały złodziei i bandytów, niszczyły bimbrownie. Działania te były o tyle istotne, że w wielu rejonach Polski pospolity bandytyzm był stosunkowo częsty.
Podobnie w dokumentach Komendy „XVI” Okręgu NZW widoczna jest stała troska o dyscyplinę i poprawny stosunek do ludności cywilnej na terenie działania, obowiązek szczegółowego sprawdzania wszelkich donosów o szpiclach i innych osobach podejrzanych o współpracę z organami represji. Za przekroczenie rozkazów i „dopuszczenie się hańby żołnierza NZW” dowódca Okręgu „XVI” zapowiedział w pierwszej instrukcji (wydanej 31 maja 1947 roku, a więc już po amnestii z 1947 roku) surowe kary, „do kary śmierci włącznie”. Z kolei Witold Borucki „Babinicz” w rozkazie z 30 maja 1949 roku polecał jednemu z dowódców oddziałów partyzanckich, sierż. Eugeniuszowi Lipińskiemu „Mrówce”: „Wykolejeńców likwidować” (chodziło mu o byłych żołnierzy podziemia, którzy dopuszczali się rozbojów lub zdrady).
Jednak w kontekście braku struktur Polskiego Państwa Podziemnego (sądów wojskowych) oraz działań setek niekontrolowanych oddziałów zdarzały się przypadki działań pomyłkowych, brutalnych, a nawet haniebnych i zbrodniczych, przez członków, a nawet całe oddziały coraz bardziej zdesperowanych żołnierzy w poczuciu beznadziejności sytuacji, w jakiej się znaleźli.
Zdarzały się przypadki nadmiernych akcji rekwizycyjnych, pochopnych wyroków śmierci, współpracy z UPA, brutalnych odwetów jako kary za współpracę z PPR i UBP (rozstrzelanie 21 mieszkańców Puchaczowa 2 lipca 1947 roku), działań antysemickich (pod wpływem stereotypu Żyd=komunista, np. niektóre działania oddziału Eugeniusza Kokolskiego) lub będących pokłosiem antagonizmów polsko-ukraińskich i polsko-białoruskich. Wśród tysięcy akcji podziemia niepodległościowego było kilkadziesiąt takich wydarzeń. Niektóre z nich opisane są w hasłach zebranych w kategorii dotyczącej zbrodniczych działań polskich oddziałów partyzanckich. Działania te, potępiane przez kierownictwa struktur, były rozdmuchiwane i intensywnie eksploatowane przez propagandę komunistyczną, nazywającą generalnie partyzantów pospolitymi bandytami lub bandami reakcyjnego podziemia. Prawdy te były powielane w milionowych nakładach przez usłużnych dziennikarzy, pisarzy, poetów, a nawet malarzy. Zdarzały się nawet utwory wybitnych twórców, powtarzające tezy komunistycznej propagandy. Filmy Cień w reżyserii Jerzego Kawalerowicza według scenariusza Aleksandra Ścibora-Rylskiego, Ogniomistrz Kaleń w reżyserii Ewy i Czesława Petelskich czy Znikąd donikąd w reżyserii Kazimierza Kutza przedstawiały w latach 50., 60., a nawet 70. XX wieku wybitne autentyczne postacie powojennego podziemia (jak Antoni Żubryd) lub fikcyjnych żołnierzy, jako często pospolitych bandytów.

## Bilans strat poniesionych i zadanych przez podziemie antykomunistyczne
Z szacunków wynika, że po stronie podziemia poległo w walce ponad 8,6 tys. partyzantów (wliczani są w tę liczbę również partyzanci UPA), aresztowano 79 tys. osób. Na mocy wyroków sądowych ponad 5 tys. skazano na karę śmierci (stracono ok. 3 tys.). W więzieniach miało umrzeć 21 tys. osób. Po drugiej stronie straty wyniosły odpowiednio: 12 tys. członków formacji mundurowych (UB, KBW, WP, MO, ORMO), 1 tys. żołnierzy Armii Czerwonej i funkcjonariuszy NKWD oraz 10 tys. cywilów (aktywiści partyjni, agentura UB i NKWD, ofiary przypadkowe i ofiary akcji pacyfikacyjnych polskiego i ukraińskiego podziemia).

## „Utrwalanie władzy ludowej”
Władze PRL doceniały wysiłek żołnierzy i funkcjonariuszy sił aparatu bezpieczeństwa. W wielu miejscach potyczek z podziemiem antykomunistycznym postawiono pomniki, które zyskały ludową nazwę „pomników utrwalaczy” lub „UBelisków”. Najbardziej znanym z takich pomników jest pomnik Organy na przełęczy Snozka na Podhalu autorstwa Władysława Hasiora.
W 1983 roku ustanowiono Medal „Za udział w walkach w obronie władzy ludowej”. Do końca 1989 roku odznaczono tym medalem ponad 137 tysięcy osób. Wcześniej zasłużonych odznaczano innymi najwyższymi orderami, krzyżami i medalami PRL.